# Tracy McGrady
Tracy Lamar McGrady, Jr (Bartow, Florida; 1979. május 24. –) amerikai profi kosárlabdázó. Tagja a Kosárlabda Hírességek Csarnokának.

## Magánélete
Feleségével, CleRenda Harrisszel, 10 éve ismerik egymást, 2006-ban házasodtak össze. Három gyermekük született: két lány, Layla Clarice és Laycee Aloe, és egy fiú, Laymen Lamar. Fiuk egy Utah Jazz elleni Rockets-vereség során született meg, amikor McGrady félidőben otthagyta a csapatát, hogy jelen lehessen a szülésnél.
McGrady és a szintén NBA-játékos Vince Carter harmad-unokatestvérek, két évig együtt játszottak a Toronto Raptorsnál.

## Karrierje
McGrady egyenesen a középiskolából került az NBA-be: mindössze 18 éves volt, amikor a Toronto Raptors kilencedikként draftolta 1997-ben. Első két évében kevés játéklehetőséget kapott, nem érte el a 10 pontos meccsátlagot sem. 1999-ben viszont megérkezett a csapathoz unokatestvére, Vince Carter, akivel a rájátszásba vezették a Raptorst, először a csapat történetében. A rájátszásban viszont az első körben kisöpörte őket a New York Knicks. Mivel Carter mögött csak másodhegedűs szerepet kapott, 2000-ben átigazolt az Orlando Magic csapatához.
Orlandóban vált belőle igazi sztár: minden évben beválasztották az All-Star csapatba, kétszer is ő lett a liga pontkirálya, ő lett a legfiatalabb játékos, akinek ez sikerült a liga történetében. A rájátszásban viszont egyszer sem jutottak túl az első körön, pedig 2003-ban 3–1-re is vezettek a Detroit Pistons ellen.
2004-ben átigazolt a Houston Rocketshez, ahol a 226 centis kínai, Jao Ming csapattársa lett. A 2005–06-os szezon kivételével, ahol McGradynek 35 meccset ki kellett hagynia sérülés miatt, mindig bejutottak a rájátszásba, de az átok nem tört meg, mindig kiestek az első körben. A 2007–08-as szezonban a Rocketsszel egy 22 meccsen át tartó győzelmi sorozatot produkált, a liga történetének harmadik leghosszabb ilyen sorozatát.